# Márcio Miranda Freitas Rocha da Silva
Márcio Miranda Freitas Rocha da Silva, brazilski nogometaš in trener, * 20. marec 1981.
Za brazilsko reprezentanco je odigral eno uradno tekmo.